# روبرتسون دانيال
روبرتسون دانيال (بالإنجليزية: Robertson Daniel) هو لاعب كرة قدم أمريكية أمريكي، ولد في 1 أكتوبر 1991 في سانت توماس في الولايات المتحدة.

## وصلات خارجية
- روبرتسون دانيال على موقع إي إس بي إن.كوم (أن.أف.أل)3
- روبرتسون دانيال على موقع مرجع كرة القدم المحترفة.كوم (الإنجليزية)
- روبرتسون دانيال على موقع مرجع كرة القدم المحترفة.كوم (الإنجليزية)